# Endokarditis
Endokarditis je vnetje notranje plasti srca, torej endokardija. Običajno prizadene srčne zaklopke. Druge strukture, ki so lahko prizadete, vključujejo   medprekatni pretin (interventrikularni septum), tendinozne horde, muralni endokard ali površine intrakardialnih povezav. Za endokarditis so značilne lezije, znane kot vegetacije, ki so mase trombocitov, fibrina, mikrokolonije mikroorganizmov in redke vnetne celice. V subakutni obliki infekcijskega endokarditisa lahko vegetacija vključuje tudi središče granuloma, ki lahko fibrozira ali kalcificira.
Obstaja več načinov za razvrščanje endokarditisa. Najenostavnejša razvrstitev temelji na vzroku: infekcijski ali neinfekcijski, odvisno od tega, ali je mikroorganizem vir vnetja ali ne. Ne glede na to diagnoza endokarditisa temelji na kliničnih značilnostih, preiskavah, kot je ehokardiogram, in krvnih kulturah, ki dokazujejo prisotnost mikroorganizmov, ki povzročajo endokarditis.
Znaki in simptomi vključujejo vročino, mrzlico, potenje, slabo počutje, šibkost, anoreksijo, izgubo teže, splenomegalijo, gripi podobne simptome, srčni šum, srčno popuščanje, petehije (rdeče lise na koži), Oslerjeve bezgavke (podkožni vozlički na rokah in nogah), Janewayeve lezije (nodularne lezije na dlaneh in podplatih) in Rothove pege (krvavitve v mrežnici).

## Infekcijski endokarditis
Infekcijski endokarditis je okužba notranje površine srca, običajno zaklopk. Simptomi lahko vključujejo vročino, majhna področja krvavitev v koži, šum na srcu, občutek utrujenosti in slabokrvnost. Kot zapleti se lahko pojavijo insuficienca zaklopk, srčno popuščanje, možganska kap in odpoved ledvic.
Vzrok je običajno bakterijska okužba, redkeje glivna okužba. Dejavniki tveganja so bolezni srčnih zaklopk, vključno z revmatičnimi boleznimi, prirojenimi srčnimi boleznimi, umetnimi srčnimi zaklopkami, hemodializo, intravensko uporabo drog in elektronskimi srčnimi spodbujevalniki. Najpogosteje vpletene bakterije so streptokoki ali stafilokoki.
Diagnoza infekcijskega endokarditisa temelji na merilih Duke, ki so bila prvotno opisana leta 1994 in spremenjena leta 2000. Klinični pregled in mikrobiološke preiskave so prvi koraki pri diagnosticiranju infekcijskega endokarditisa. Slikovni pregled je prav tako ključnega pomena. Ehokardiografija je temeljna slikovna metoda pri postavitvi diagnoze infekcijskega endokarditisa. Alternativne slikovne metode, kot so računalniška tomografija, slikanje z magnetno resonanco in pozitronska emisijska tomografija/računalniška tomografija (PET/CT) z 2-[18F]fluorodeoksiglukozo (FDG), igrajo vse večjo vlogo pri diagnosticiranju in zdravljenju infekcijskega endokarditisa.
Uporabnost antibiotikov po zobozdravstvenih posegih se je sčasoma spremenila. Pri bolnikih z visokim tveganjem je priporočljiva preventiva. Zdravljenje običajno poteka z intravenskimi antibiotiki. Izbira antibiotikov temelji na krvnih kulturah. Občasno je potrebna operacija srca. Populacije z visokim tveganjem za infekcijski endokarditis vključujejo bolnike s predhodnim infekcijskim endokarditisom, bolnike s kirurškimi ali transkatetrskimi protetičnimi zaklopkami ali po popravku srčne zaklopke ter bolnike z nezdravljeno koronarno srčno boleznijo in kirurško korigirano prirojeno srčno boleznijo.
Število obolelih je približno 5 na 100.000 letno. Stopnje pojavnosti se razlikujejo med regijami sveta. Moški so pogosteje prizadeti kot ženske. Tveganje za smrt med okuženimi je približno 25 %. Brez zdravljenja je bolezen skoraj vedno smrtna.

## Neinfekcijski endokarditis
Nebakterijski trombotični endokarditis (NBTE) se najpogosteje pojavlja na predhodno nepoškodovanih zaklopkah. Za razliko od infekcijskega endokarditisa so vegetacije pri NBTE majhne, sterilne in se ponavadi kopičijo vzdolž robov zaklopk. Prav tako za razliko od infekcijskega endokarditisa NBTE ne povzroči vnetnega odziva telesa. NBTE se običajno pojavi med hiperkoagulabilnim stanjem, kot je sistemska bakterijska okužba ali nosečnost, čeprav se včasih pojavi tudi pri bolnikih z venskimi katetri. NBTE se lahko pojavi tudi pri bolnikih z rakom, zlasti mucinoznim adenokarcinomom, kjer se lahko razvije Trousseaujev sindrom. Običajno NBTE sam po sebi ne povzroča veliko težav, vendar se deli vegetacij lahko odlomijo in embolizirajo v srce ali možgane ali pa služijo kot žarišče, kjer se lahko bakterije namestijo, kar povzroči infekcijski endokarditis.
Druga oblika sterilnega endokarditisa se imenuje Libman-Sacksov endokarditis. Ta oblika se pogosteje pojavlja pri bolnikih z eritematoznim lupusom in domneva se, da je posledica odlaganja imunskih kompleksov. Tako kot NBTE tudi Libman-Sacksov endokarditis vključuje majhne vegetacije, medtem ko je infekcijski endokarditis sestavljen iz velikih vegetacij. Ti imunski kompleksi sprožijo vnetno reakcijo, kar pomaga pri razlikovanju od NBTE. Za razliko od NBTE se zdi, da Libman-Sacksov endokarditis nima prednostne lokacije odlaganja in se lahko razvije na spodnjih površinah zaklopk ali celo na endokardu.